# بوب جيمس (مغن مؤلف)
بوب جيمس (بالإنجليزية: Bob James)‏ هو مغن مؤلف بريطاني، ولد في 15 مايو 1960.

## وصلات خارجية
- الموقع الرسمي